# Unione Sportiva Tempio 1946
 (décembre 2018).
Si vous disposez d'ouvrages ou d'articles de référence ou si vous connaissez des sites web de qualité traitant du thème abordé ici, merci de compléter l'article en donnant les références utiles à sa vérifiabilité et en les liant à la section « Notes et références ».
L’Unione Sportiva Tempio 1946, ancienne Unione Sportiva Tempio, est un club italien de football basé à Tempio Pausania. Le club évolue en Prima Categoria Sardegna.

## Palmarès
- Promu en Serie D en 2005-2006, il remporte le titre national Dilettanti ;
- Promu en Serie C2 en 2006-2007, il ne présente pas les requis pour y participer et redescend en Première catégorie.
- Championnat d'Excellence (1)
  - Groupe Sardaigne : 2005/06

## Changements de nom
- 1946-1957 : Società Educazione Fisica Gallura Tempio
- 1957-1961 : Società Educazione Fisica Tempio
- 1961-1962 : Società Educazione Fisica Tempio Pausania
- 1962-2008 : Unione Sportiva Tempio
- 2008-2017 : ASD SEF Tempio Pausania
- 2017- : Unione Sportiva Tempio 1946

## Anciens entraîneurs
- 1998-1999 :  Aurelio Andreazzoli
- 1990-1991 :  Giorgio Canali
- 1998 :  Giorgio Canali
- 1998-1999 :  Giorgio Canali
- 1981-1983 :  Franco Carradori
- 1968-1969 :  Lino De Petrillo
- 1991-1993 :  Mauro Della Bianchina
- 1968-1969 :  Franco Grillone
- 1989-1990 :  Sergio Maddè
- 1988-1990 :  Giovanni Mialich
- 1992-1993 :  Giovanni Mialich
- 2003 :  Mario Petrone
- 1994-1995 :  Luigi Piras
- 1965 :  Giuseppe Romano
- 2003-2004 :  Elvio Salvori
- 1986-1988 :  Giovanni Sanna
- 2009-2010 :  Marco Sanna
- 1995-1998 :  Luciano Zecchini
- 1999-2000 :  Luciano Zecchini

## Anciens joueurs
- Daniele Balli
- Antonio Chimenti
- Giuseppe Materazzi